# Kvarteret Snöflingan

Kvarteret Snöflingan är ett kvarter i stadsdelen Marieberg i Stockholms innerstad. Det ligger som en trekant mellan Lilla Västerbron, Rålambshovsleden,  Lindhagensplan och Drottningholmsvägen. 
Kvarteret Snöflingan ingick i Projekt Västra Kungsholmen. Närmast Lindhagensplan finns sedan början av år 2010 Courtyard Stockholm, ett hotell med 278 gästrum, vilket blivit nominerat till Årets Stockholmsbyggnad 2010. Mot Västerbron uppfördes flerbostadshus med 170 bostadsrätter i två byggnadskroppar. Drottningholmsvägen har däckats över och en esplanad har anlagts på tunneln. Tunnelavsnittet under Drottningholmsvägen fick namnet Hundra knutars backe och är 251 meter lång. I parkområdet norr om Drottningholmsvägen (ingår i stadsdelen Stadshagen) tillkom tre byggnader med 170 bostadsrätter.
Arbetet med detaljplanen påbörjades redan 1999. Detaljplanen överklagades ända upp till regeringen. I ett beslut från den 23 februari 2006 beslöt regeringen att godkänna detaljplanen, under förutsättning att hälften av alla rum i varje lägenhet vänds åt en tyst sida; de många trafiklederna i området skapar mycket buller. Under år 2011 avslutades byggnadsarbetena där Skanska var huvudentreprenör.

## Bilder

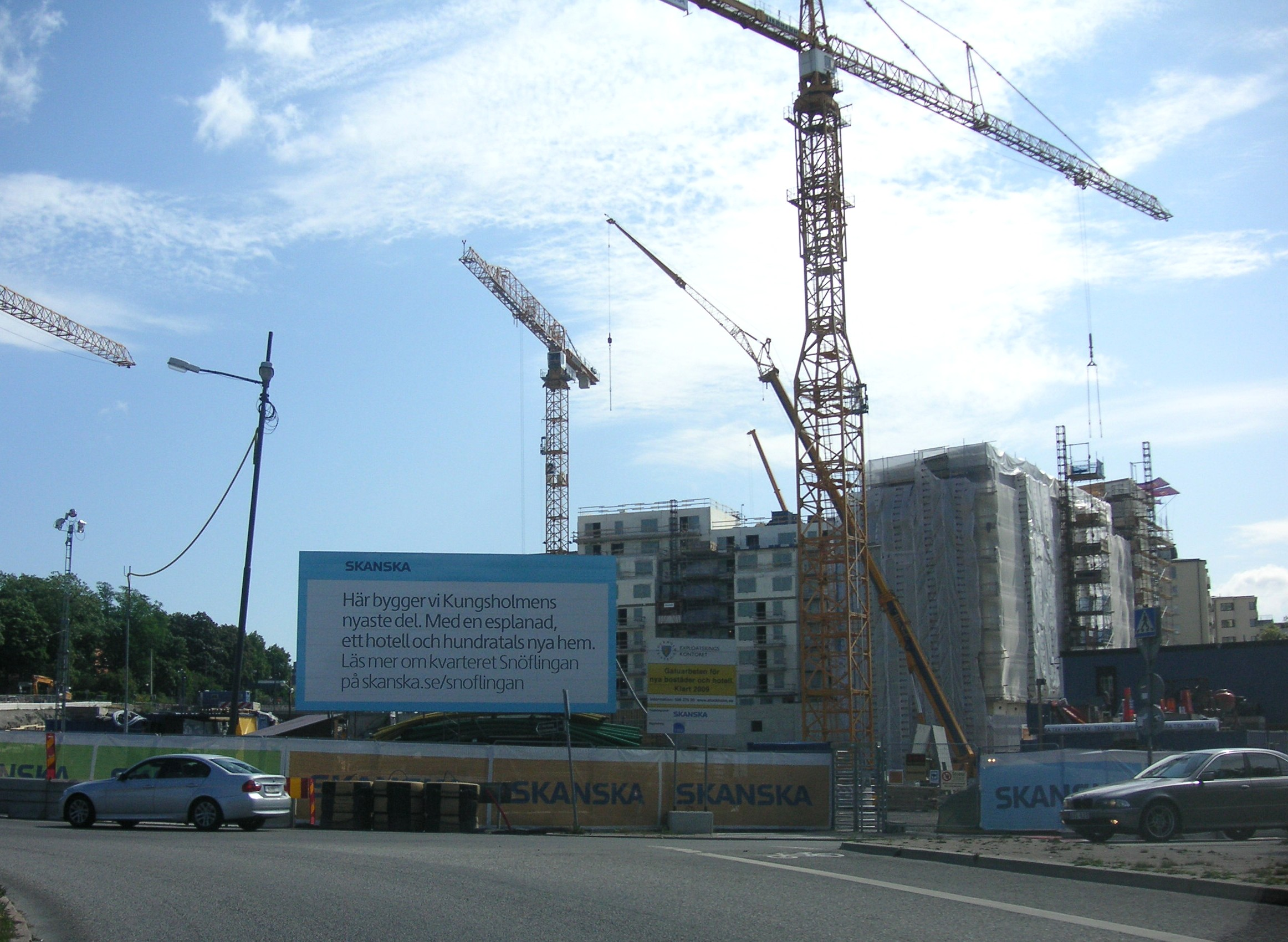
Kv. Snöflingan, vy från Lindhagensplan 2008
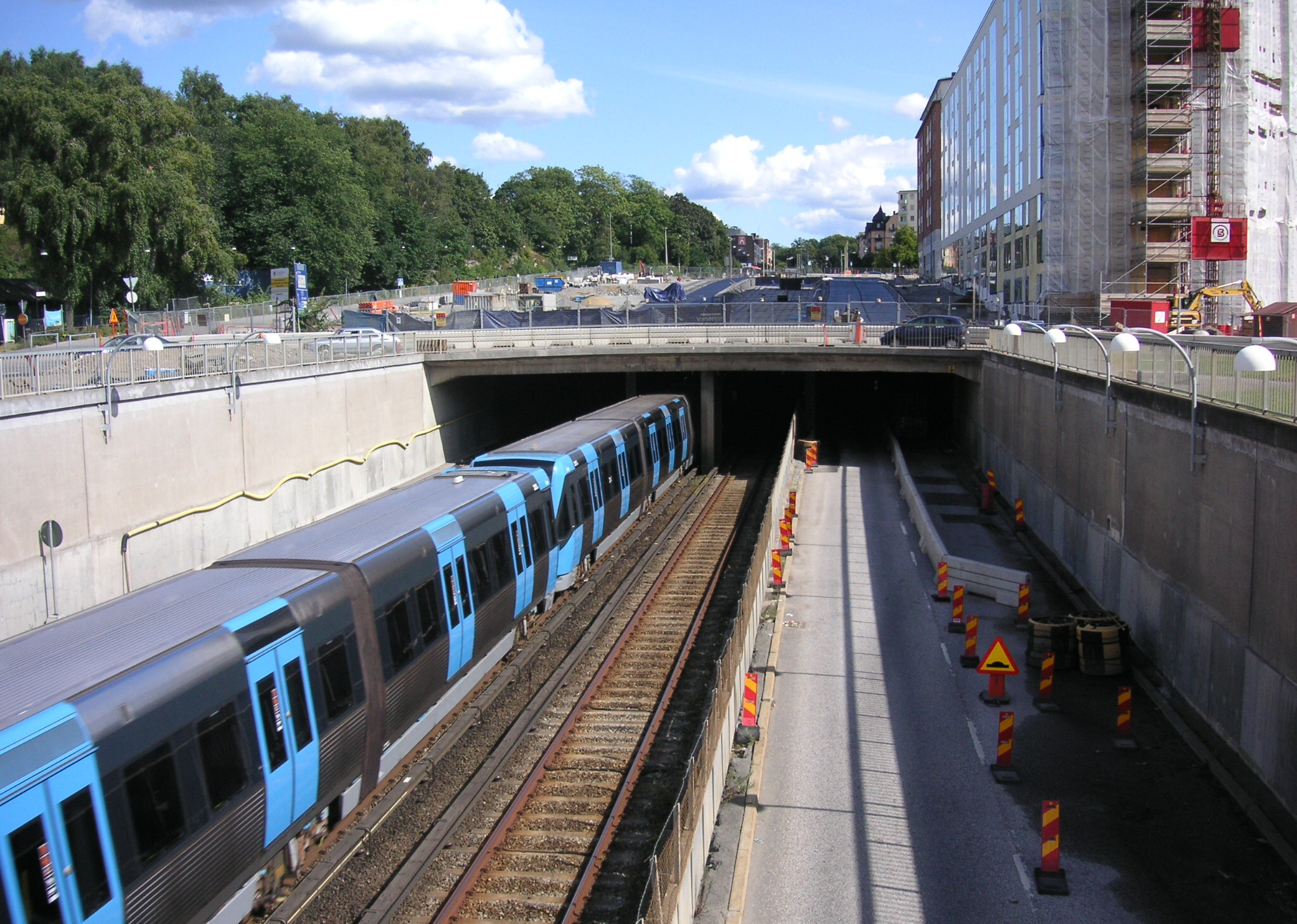
Hundra knutars backe, kv. Snöflingan till höger 2009
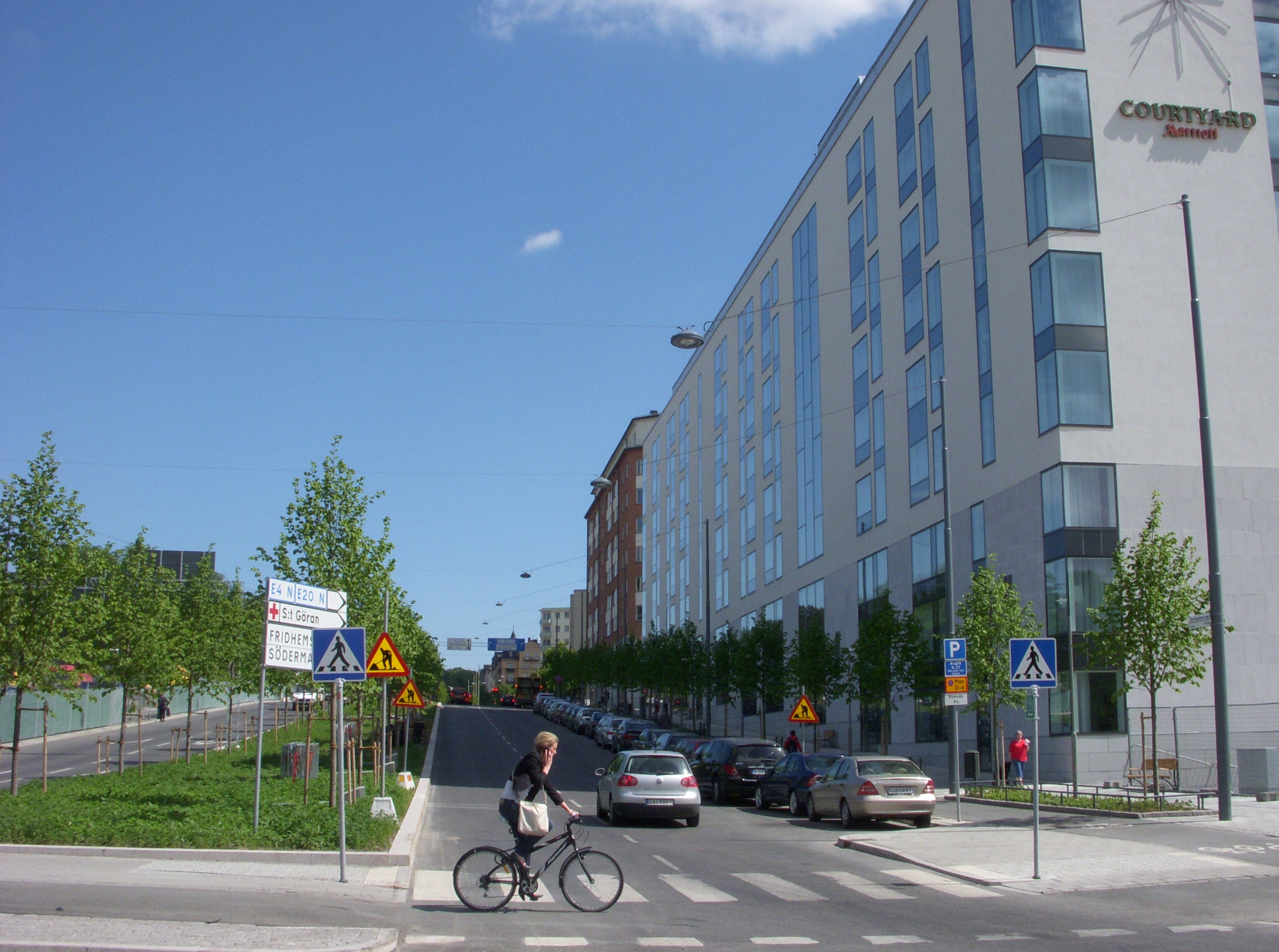
Kv. Snöflingan, vy från Lindhagensplan 2010
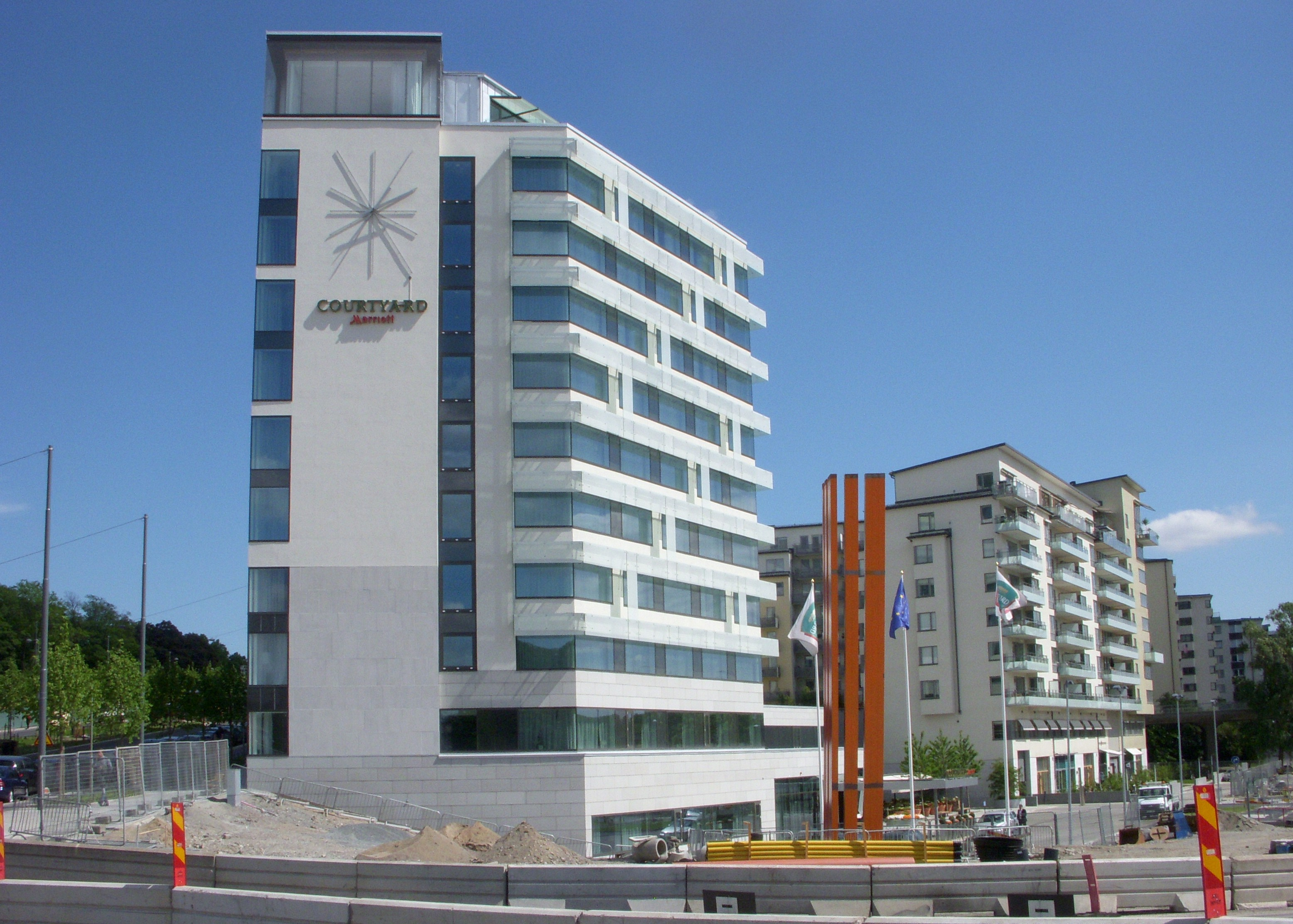
Courtyard Stockholm och nya bostadsbebyggelsen i bakgrunden